# ヌードメーカー
株式会社ヌードメーカー（英: NUDE MAKER CO., LTD.）は、日本のコンピュータゲームソフトの企画・開発会社。
ゲーム開発における全工程ではなく、ディレクションやメインプログラミング、シナリオなど、作品の骨子となる部分の制作のみをおこなうという開発理念は、数あるゲーム会社の中でも珍しい。
代表取締役は、『クロックタワー』『御神楽少女探偵団』『鉄騎』のディレクションを務めた河野一二三。代表作はXbox専用ソフト『鉄騎』シリーズ、アダルトゲーム『AVキング』など。
2014年に「Project Scissors」と言うプロジェクトを掲げ、『クロックタワー』の精神的続編となるホラーゲーム『ナイトクライ』を開発。同社初のインディーズ制作のソフトとなる。

## 開発に携わったゲームソフト（担当パート）
※一部の担当パートの表記に関しては、以下のような省略記号を使用する。
ディレクション・・・D　ゲームデザイン・・・GD　メインプログラム・・・MPG
- 鉄騎　（D・GD・MPG・一部プログラム・一部グラフィック）
- 新・御神楽少女探偵団　（D・GD・MPG・シナリオ・システムグラフィック）
- 鉄騎大戦　（D・GD・MPG・一部プログラム・一部グラフィック）
- AVキング　（D・GD・MPG・シナリオ・システムグラフィック他）
- 無限航路
- 戦律のストラタス
- ナイトクライ